# Aspergillus persii
Aspergillus persii är en svampart som beskrevs av A.M. Corte & Zotti 2002. Aspergillus persii ingår i släktet Aspergillus och familjen Trichocomaceae.   Inga underarter finns listade i Catalogue of Life.